# Aplikovaná etika
Aplikovaná etika je disciplína praktické filozofie. Je zaměřena na zkoumání morálky ve specifických situacích. Hlavní otázka, kterou si aplikovaná etika klade, zní: „Co je optimální udělat v dané situaci?“ Aplikovaná etika řeší otázky týkající se morálních aspektů medicíny, podnikání, životního prostředí, politiky, vědy a techniky a jednotlivých profesních činností člověka.

## Vývoj aplikované etiky

### 60. a 70. léta 20. století
První impulz pro vznik aplikované etiky dala antická starověká filozofie a východní filozofie. Přesto se přelomovými lety pro tuto disciplínu staly až 60. a 70. léta 20. století. Právě v této době totiž začínají lidé aktivně reagovat na aktuální morální problémy, jakými byli například dopady poválečných katastrof (2. světová válka, zejména pak Válka ve Vietnamu) na člověka a také na životní prostředí; vojenská tyranie; eutanazie; interrupce. Stále většího rozmachu dosahuje věda a technika, zejména pak genové inženýrství, se kterým zároveň přichází obavy z jeho možného zneužití.
Aplikovaná etika se vyprofilovala na pozadí etiky teoretické, jako reakce na výše zmíněné společenské problémy. Na naléhání vlád, církví a v neposlední řadě rodičů, začala aplikovaná etika pronikat ve formě nejrůznějších kurzů na akademickou půdu univerzit.

### 80. léta 20. století
V tomto období se mnoho filozofů rozhodlo spojit svou kariéru právě s aplikovanou etikou. Vznikla řada publikací, které se věnovaly filozofickému uvažování o povaze a předmětech aplikované etiky. Tyto publikace bez výjimky přispěly k tomu, aby se aplikovaná etika etablovala jako vědecká disciplína. Filozofové vnímali aplikovanou etiku jako pokus o implementaci všeobecných morálních norem a univerzálních etických teorií s cílem objasnit praktické problémy a tím přispět k jejich řešení. Teorii, argumenty a analýzu vnímali jako nástroje, které mohou být použity k přezkoumání morálních problémů. V dnešní době dochází k transformaci tohoto názoru: Teorie a principy musí být doplněny o vzorové případy, empirická data, hodnoty a situačnost.

## Hlavní subdisciplíny aplikované etiky
- Bio-lékařská etika - zabývá se etickými záležitostmi v lékařství a biomedicínském výzkumu.
- Etika byznysu a Profesní etika - týká se problémů byznysu zejména nadnárodních korporací
- Environmentální etika - zabývá se našimi vztahy a povinnostmi k budoucím generacím, ke zvířatům a jiným biologickým druhům, k ekosystému a biosféře jako celku.

Existují také jiná členění. Například výzkumníci a filozofové z Institutu aplikované etiky v Salcburku klasifikují subdisciplíny následovně:
- Hospodářská etika
- Profesní etika
- Etika techniky
- Etika vědy
- Bioetika - pod bioetiku zahrnují medicínskou etiku, environmentální etiku a etiku zvířat

## Významné osobnosti aplikované etiky
- Peter Singer (* 16. 07. 1946)
- Van Rensselaer Potter (* 27. 07. 1911 - † 06. 09. 2001)
- John Rawls (* 21. 02. 1921 - † 24. 11. 2002)
- Hans Jonas (* 10. 05. 1903 - † 05. 02. 1993)

## Rozdíly mezi teoretickou a aplikovanou etikou
| Teoretická etika                                                                                   | Aplikovaná etika                                                                               |
| -------------------------------------------------------------------------------------------------- | ---------------------------------------------------------------------------------------------- |
| Filozoficko-teoretická disciplína, která se zabývá zkoumáním morálky                               | Praktická filozofie zaměřená na zkoumání morálky ve specifických podmínkách praxe              |
| Orientace na všeobecné principy a normy                                                            | Orientace na aplikování etických principů a hodnot na různé oblasti praktického života člověka |
| Otázka: Co je správné a co nesprávné?                                                              | Otázka: Co je optimální udělat v dané situaci?                                                 |
| Hledání univerzalismu                                                                              | Zvažování situačnosti                                                                          |
| Předmětem jsou hodnotící soudy                                                                     | Všeobecnost morálních norem a soudů je nižší                                                   |
| Rozlišování mezi dobrem a zlem                                                                     | Řeší otázky týkající se morálních aspektů medicíny, podnikání, životního prostředí,...         |
| Není vhodná pro řešení některých komplexních problémů, které souvisejí s rychlým rozvojem techniky | Překračuje akademický status a přispívá k řešení morálních problémů člověka                    |
| Navzdory tomu, že etická teorie obsahuje morální zkušenost, je vzdálená od reálného života         | Její praktická propojenost na reálné problémy života člověka a celého lidstva je evidentní     |

### Videa
- http://www.youtube.com/watch?v=b3gXdlkvUAk&list=PLmAaoL7VGVBvsptAbBbje2AThO7LixEc_